# سفارة نيوزيلندا لدى السعودية
سفارة نيوزيلندا لدى السعودية هي الممثلية الدبلوماسية العليا لنيوزيلندا لدى المملكة العربية السعودية. تقع السفارة في حي السفارات في الرياض.